# Rozen Maiden
Rozen Maiden (яп. ローゼンメイデン （薔薇乙女） ро:дзэн мэйдэн (бара отомэ), букв. Дева Розена (Дева-роза)) — манга, созданная группой Peach-Pit, первый том которой вышел в сентябре 2002 года, а последний — в июне 2007. Продолжение истории, названное Rozen Maiden: Tales, начало выходить 17 апреля 2008 года и закончилось 23 января 2014 года. Так же с 19 февраля 2016 по 19 марта 2019 года выпускалась манга Rozen Maiden: Zero  (яп. ローゼンメイデン0-ゼロ-).
Основой сюжета является преодоление Дзюном Сакурадой, учеником средней школы, психологических проблем; в этом ему помогают волшебные куклы — Розен Мейден. Концепция сюжета включает в себя элементы сёнэна, мистики, а также популярный образ лолиты. В манге и аниме активно используются названия и термины немецкого языка.
В 2004 году студия Nomad выпустила аниме-экранизацию манги Rozen Maiden, которая была достаточно успешна, чтобы продолжить работы по экранизации произведения. В 2005-2006 годах вышел второй сезон аниме-сериала Rozen Maiden: Träumend, и, в конце 2006 года, две бонусные серии Rozen Maiden: Ouvertüre.

## Сюжет
Повествование идёт сразу по двум, происходящим одновременно линиям: внутренним проблемам Дзюна и судьбе Розен Мейден. Главный герой аниме — Дзюн Сакурада, ученик средней школы, ставший затворником. Из-за частых и долгих отъездов родителей, работающих за границей, ему начало казаться, что он был брошен ими. Его старшая сестра заботится о нём и всеми силами пытается ему помочь, однако Дзюн отвечает ей лишь грубостью и попытками изолироваться от неё.
Основным развлечением Дзюна является покупка различных мистических вещей в Интернете. Однажды в его руках оказывается таинственное письмо, в котором предлагалось сделать выбор: «Повернуть» или «Не повернуть». Недолго думая, он выбирает «Повернуть», что и становится поворотным моментом в истории. Среди заказанных в интернете вещей Дзюн находит сундук с необычайно красивой куклой, Синку — пятой магической куклой Розен Мейден, появление которой полностью меняет жизненный уклад мальчика. Из-за нападения другой куклы единственным способом спастись для Дзюна стало заключение контракта с Синку для передачи ей своей жизненной энергии, в результате чего он и становится её слугой.
Сюжет, представленный в аниме и в манге, несмотря на наличие схожих элементов, сильно различается, как по непосредственно происходящим событиям, так и по прошлому персонажей.

## Куклы Розен Мейден
Розен Мейден — это серия из семи магических кукол, созданных мастером Розеном, в стремлении достичь идеала, образ которого был назван Алисой. Каждая кукла была изготовлена, исходя из различных представлений о том, как должна выглядеть идеальная девушка. Розен наделил свои создания душой и сознанием с помощью осколков, созданной им Мистической Розы, а затем предоставил их самим себе. Куклы очень любят своего создателя и называют его своим отцом, однако, чтобы снова увидеться с Розеном, кукла должна достигнуть совершенства. Для этого она должна победить в игре Алисы, смертельной схватке со своими сёстрами, в ходе которой она должна одолеть всех и забрать все части мистической розы, тогда она станет Алисой. По сюжету первых сезонов сериала, забирая мистическую розу поверженной соперницы, кукла так же получает возможность использовать её магические способности.
Впоследствии пути Розена и его творений разошлись, а сами куклы оказались разбросаны по свету, переходя от хозяина к хозяину. Куклы спали в своих сундуках, и лишь изредка кто-то заводил их. Это препятствовало завершению замысла Розена, так как игра Алисы могла начаться только при одновременном пробуждении всех кукол.
Каждая Розен Мейден обладает своими магическими способностями и оружием, рукотворным духом в форме небольшой светящейся сферы, и сундуком, в котором она спит (это считается священным ритуалом для Розен Мейден, подтверждая их связь с Отцом). Кроме того, в сундуке она хранит ключ для завода своего механизма и путешествует. Каждая кукла с помощью зеркала может открыть переход в N-поле, параллельное измерение, сквозь которое куклы могут путешествовать между мирами. Свою силу Розен Мейден обычно черпают от медиума — человека, с которым кукла заключает договор, для заключения которого нужно поклясться в верности и поцеловать кольцо куклы, после чего у медиума появится точно такое же. Если кукла расходует слишком много энергии, то это может сильно ослабить её медиума и даже убить его.

## Персонажи
Дзюн Сакурада (яп. 桜田 ジュン Сакурада Дзюн) — после перенесённого психологического стресса, ведёт себя как типичный хикикомори, даже сама мысль о том, чтобы выйти из дома, внушает ему безотчётный ужас. С ненавистью воспринимает всё, что напоминает ему о школе: школьную форму, замечания сестры, голоса школьников, доносящиеся с улицы. Почти всё своё свободное время Дзюн проводит в собственной комнате, перед монитором компьютера. Покупая мистические вещи через Интернет, испытывает, как он утверждает, настоящую радость от самого акта покупки. За купленный товар Дзюн обычно не платит, заставляя свою сестру, Нори, возвращать его в магазин, незадолго до истечения срока возврата, а на попытки своей сестры хоть как-то изменить ситуацию отвечает грубостью. Знакомство с Синку выбило жизнь Дзюна из привычной колеи. Ему часто не нравится, как с ним обращается его новая хозяйка, но он не может ничего с этим поделать. Синку хладнокровно реагирует на его грубость, и даже если Дзюн пробует использовать преимущество в физической силе, благодаря проворству и хитрости, ей, как правило, удаётся заставить своего непокорного слугу выполнить требуемое. Обычно Дзюн не способен к длительному противостоянию и, повозмущавшись, сдаётся. Живя вместе с Розен Мейден, Сакурада понемногу привязывается к ним. Чтобы помочь Синку и другим куклам, ему приходится переступать через свои страхи, проявлять смелость и решительность. Многие достоинства Дзюна, которым он не придавал значения, стали выходить на поверхность, он вновь обрёл веру в себя, и после первой победы над Суйгинто преодолел синдром хикикомори и стал готовиться к возвращению в школу. Кроме Интернета и мистики, Дзюн увлекается коллекционированием игрушечных автомобилей. Довольно способный ученик, начав летом навёрстывать пропущенное в школе, своими навыками и усердием Дзюн удивляет даже старосту класса, Томоэ Касиваба. Прекрасно умеет шить, и, подобно Розену и Эндзю, обладает волшебной силой, которая может дать жизнь кукле. Несмотря на то, что Синку является куклой, влюблён в неё, в чём боится признаться даже себе.
Сэйю: Асами Санада

### Розен Мейден

Суйгинто

Канария

Суйсэйсэки

Сосэйсэки

Хинаитиго

Суйгинто (яп. 水銀燈 Суйгинто:, Ртутная Лампа, Mercury Lampe) — первая и самая сильная из кукол, принципиально обходящаяся без медиума (Впоследствии Мэгу становится медиумом Суйгинто, считая её ангелом смерти). Главный антагонист первого сезона аниме. Для достижения своей цели стать Алисой и увидеть Отца не гнушается никакими методами. Черные крылья Суйгинто (она единственная крылатая кукла) являются как её оружием, так и средством защиты. Но в манге они замедляют перемещения, и это приводит к травмам. Также у неё наличествует небольшой меч. В аниме Суйгинто неоконченная кукла: у неё недостаёт фрагмента живота. Но в конце 2 сезона Розен чинит её. Выясняется, что Суйгинто злится на всех из-за того, что они не признали её. Став Алисой, она хочет всем доказать, что она не хлам. От этого и появляется отчуждённость и недоверие. Но Мэгу помогает ей вновь стать собой. Дух: Мэй-мэй (Mei-mei).

Синку

Сэйю: Риэ Танака
Канария (яп. 金糸雀 Канариа, Канарейка, Kanarienvogel) — вторая кукла Розен Мейден, добрая и эксцентричная кукла. Всегда говорит о себе в третьем лице. Но, несмотря на имидж штатного клоуна, очень сильный оппонент в битве, использующая свой инструмент (скрипку) для разрушительных атак. С самого начала вознамерилась забрать Мистические Розы всех сестёр, но её план с треском провалился. Довольно ловкая и проворная шпионка, любит подглядывать за сёстрами из укромного местечка в бинокль. Её медиум восторженная и идейная Мит-тян, начинающий фотограф. Мит-тян любит наряжать Канарию и мечтает получить всех кукол из коллекции Розен Мейден, чтобы сделать фотосессию. Канария хотела победить сестёр преимущественно для того, чтобы угодить Мит-тян. Остальными персонажами Канария серьёзно не воспринимается. Является фактически продвинутой версией Хинаитиго. Почти к каждой фразе добавляет слово «-касира», что означает «наверное» или «кажется». Дух: Пиццикато (Pizzicato).
Сэйю: Юми Симура
Суйсэйсэки (яп. 翠星石 Суйсэйсэки, Нефритовая Звезда, Jade Stern) — третья кукла Розен Мейден, обладает способностью поддерживать жизнь духовного древа (soul trees) человека. Капризна, по жизни самолюбива, мелочна, коварна и злопамятна — полный набор особы, вынужденной проникать в глубины людского стресса. Обладает качествами профессионального психолога. Обожает подзуживать Дзюна (в которого тайно влюблена), бить ему окна своим чемоданом, стараясь его ещё при этом задеть. Крайне редко называет его по имени, обходясь прозвищем «коротышка». Правда, это делается не со зла, а скорее как извращенный вариант привлечения внимания. Другая излюбленная мишень — Хинаитиго. Суйсэйсэки в душе добра и романтична, эти качества проявляются обычно в опасные моменты. Основной инструмент — лейка (тоже оружие и инструмент «в одном флаконе»). Привязана к младшей сестре-близнецу Сосэйсэки и очень беспокоится за неё. Почти к каждой фразе добавляет приставку «-дэсу». Дух: Аметистовый Сон (Sui Dream).

Киракисё

Сэйю: Нацуко Куватани
Сосэйсэки (яп. 蒼星石 Со:сэйсэки, Лазурная Звезда, Lapis lazuli Stern) — четвёртая кукла Розен Мейден, сестра-близнец Суйсэйсэки. Внешний вид напоминает мальчика, а особенно это подчеркивает лаконичность речи и твёрдость характера. Медиума у Сосэйсэки не было, но она долгое время жила у пожилого человека, который использовал её для создания видимости своего умершего сына. Способна проникать в людские сны и ухаживать там за духовным древом. Инструмент — ножницы. К игре Алисы относится более серьёзно и официально, нежели Суйсэйсэки; также, в отличие от сестры, обладает спокойным характером, и «острым языком». Говорит о себе «боку» — местоимение первого лица единственного числа в японском языке, используемое в основном мужчинами. Дух: Лемпицка.
Сэйю: Рика Моринага
Синку (яп. 真紅 Синку, Чистый Рубин, Reiner Rubin) — пятая кукла Розен Мейден, у неё светлые волосы, голубые глаза и ярко-красная одежда. Обычно Синку старается вести себя так, как это подобает приличной английской леди Викторианской эпохи: сдержанно, не выказывая чрезмерных эмоций, проявляя вежливость в разговоре и утончённость в действиях, стараясь чтобы всё вокруг соответствовало некоему порядку. Разговаривает Синку короткими и чёткими фразами, в обращении к другим почти никогда не применяет традиционные именные суффиксы японского языка. Благодаря этим манерам, Синку зачастую кажется старшей среди Розен Мейден, и, появившись в доме Дзюна, занимает там место лидера. Как и все куклы, очень любит Отца и вначале считает целью своей жизни борьбу, однако после победы над Суйгинто понимает, как тяжело терять своих сестёр. К Дзюну относится покровительственно и строго, как и должна относиться хорошая хозяйка к слуге. Постоянно пытается добиться от него надлежащего выполнения своих приказов, используя для этого в том числе и методы физического наказания. Вместе с тем Дзюн нравится Синку, и она старается натолкнуть его на правильный путь, заботится о нём, хотя в педагогических целях не слишком это афиширует. Синку очень любит пить чай, знает все тонкости его заваривания для получения нужных вкусовых оттенков, при этом предпочитает самой его не готовить, оставляя это на Дзюна, Нори, или любого другого подвернувшегося. В своём сундуке хранит собственный чайный набор и пьёт только из него. Также Синку любит смотреть по телевизору кукольное шоу детектива Кун-Куна, она стала его ярой фанаткой и не пропускала ни одной передачи, и даже стала покупать за счёт Дзюна различные сопутствующие товары: куклу Кун-Кун, игрушечный набор детектива, буклет с описанием серий. Синку терпеть не может котов, считая их дьявольскими созданиями, с ними связаны неприятные воспоминания Синку. Дух: Холи.
Сэйю: Миюки Савасиро
Хинаитиго (яп. 雛苺 Хинаитиго, Маленькая Ягодка, Kleine Beere) — шестая кукла Розен Мейден, воплощение наивности и открытости. При этом, как и любой ребёнок, не знает границ между добром и злом, и может быть достаточно жестока. Она чуть было не убила своего медиума (Томоэ), забрав у неё слишком много энергии, сражаясь с Синку в своём Н-поле. Проиграв, Хинаитиго живёт только за счёт энергии Дзюна, передаваемой ей через Синку. В манге её убила, а затем съела Киракисё, оставив лишь ноги. Часто добавляет к предложениям приставку «-на но»; в предвкушении чего-либо, иногда добавляет к предложению «-уню», а по большей части называет так свою любимую сладость. Соответствуя своему «ягодному» амплуа, обожает клубнику. Дух: Беррибелл (Berrybell).
Сэйю: Сакура Ногава
Киракисё (яп. 雪華綺晶 Киракисё:, Прекрасный Кристалл Подснежника, Schön Schneeglöckchen Kristall) — настоящая седьмая кукла Розена. У неё отсутствует правый глаз, вместо него из глазницы прорастает роза. Основное отличие Киракисё от остальных сестёр то, что у неё нет собственного тела, она является «астральной куклой». То есть не может появляться в обычном для нас мире, а обитает в так-называемом «Н-поле». Является главной героиней (и одновременно — антагонистом) последнего сезона, который существенно отличается от манги. В манге же именно Киракисё убила Хинаитиго и съела её, едва оставив ноги. Тем не менее у неё были отличные отношения с Суйгинто. Киракисё называла её «старшая сестричка». Однажды она предложила своей любимой сестре свою Мистическую Розу взамен на смерть медиума Суйгинто и заявила, что готова поделиться ей с каждой Розен Мейден. Изумлённая, Суйгинто отказалась, сказав, что возьмёт её позже. Кроме того, Киракисё способна получать энергию от чужого медиума. У Киракисё нет медиума. Дух: Розари (Rosary).
Сэйю: Тиэми Тиба

### Остальные персонажи
Розен (яп. ローゼン Ро:дзэн) — легендарный создатель всей кукольной серии Розен Мейден. Сами куклы называют его «Отец». Все, что они могут вспомнить о нём — та любовь и забота, которой он их окружил. Он продолжает существовать (возможно, в Н-поле), но встретить его сможет лишь Алиса. Его лицо никогда не показывалось полностью, также не был слышен его голос.
Нори Сакурада (яп. 桜田 のり Сакурада Нори) — старшая сестра Дзюна. Носит очки, очень добра и рассеяна. Очень беспокоится о своём брате и пытается заботиться о нём, пользуясь советами из книг по педагогике, но это не очень у неё выходит из-за её рассеянности и плохого отношения Дзюна к её заботе. Нори увлекается игрой в лакросс, неплохо умеет готовить, ей упорно не даётся лишь приготовление чая. Нори достаточно трудно вывести из себя, но она очень страшна в гневе.
Сэйю: Норико Рикимару
Томоэ Касиваба (яп. 柏葉 巴 Касиваба Томоэ) — одноклассница Дзюна, староста его класса в средней школе. Не слишком разговорчива, хорошо учится. Однажды у неё в комнате раздался звонок, и какой-то голос спросил её, будет она заводить или нет. Томоэ ответила «да» и стала медиумом для Хинаитиго. Она очень сдружилась с маленькой Розен Мейден, но Хинаитиго слишком ревновала её, требовала чтобы Томоэ постоянно играла с ней и никуда не ходила. После одной из ссор кукла утащила своего медиума в Н-Поле, где их обнаружила Синку. Во время боя Хинаитиго взяла слишком много энергии у Томоэ и, чтобы не убить медиума, ей пришлось расторгнуть договор. Томоэ очень беспокоилась за свою куклу, но, пообщавшись с Дзюном, убедилась, что он надёжный человек и будет хорошо заботиться о Хинаитиго.
Сэйю: Масаё Курата
Сиросаки (яп. 白崎 Сиросаки) — владелец кукольного магазина, с которым Дзюна познакомила Томоэ. На самом деле является маскировкой для Демона Лапласа.
Сэйю: Такахиро Сакураи
Демон Лапласа (яп. ラプラスの魔 Рапурасу но ма) — иногда просто называемый Лапласом, сверхъестественное существо неизвестного происхождения, связанное с Розеном. Выглядит как человекоподобный белый кролик высокого роста, в чёрном фраке. Обычно играет роль арбитра в Игре Алисы, оставаясь над схваткой, и в любой момент может остановить её. Имеет способность перемещаться в любое место. В манге Демон Лапласа является полностью нейтральным, следуя своей стезе арбитра. В аниме он по неизвестным причинам помогает Эндзю обмануть Розен Мейден и начать фальшивую Игру Алисы с Барасуйсё. В обычном мире маскируется под Сиросаки.
Сэйю: Кёсэй Цукуй
Эндзю (яп. 槐 Эндзю) — молодой создатель кукол, который владеет кукольным магазином вместе с Сиросаки. Один из антагонистов второго сезона. Он оставляет обязанности обслуживания клиентов на Сиросаки, а сам в это время создаёт кукол в мастерской. У Эндзю очень серьёзный подход к этому виду искусства; он даже говорит краткие слова успокоения наполовину законченным созданиям. В течение второго сезона аниме он восхищается Синку, несмотря на то, что он создал Барасуйсё. Хоть и его работы похожи на работы Розена, Эндзю всего лишь его завистливый ученик. Прообразом из манги послужил Ториуми Кайто.
Сэйю: Дайсукэ Оно
Барасуйсё (яп. 蔷薇 水晶 Barasuishō:, Rosenkristall) — «поддельная» седьмая кукла, созданная Эндзю для доказательства своего превосходства над своим учителем. Появляется только в аниме и аудиодраме Rozen Maiden: Träumend как главный антагонист кукол Rozen Maiden, являясь имитацией Киракисё. В бою использует создаваемые ею кристаллы, а также два меча, отдалённо похожие на них. Носит повязку на левом глазе, хотя глаз у неё присутствует. Поначалу она кажется равнодушной к происходящему, однако за её кажущимся безразличием скрывается глубокая привязанность и самоотверженная преданность к Эндзю. Так как она не была создана Розеном, то не нуждается в медиуме (она не имеет кольца) и не имеет собственного духа.
Барасуйсё собрала 6 мистических роз, но не выдержала их силы и умерла на руках у своего создателя.
Сэйю: Саори Гото
Мотохару Сибасаки (яп. 柴崎 元治 Сибасаки Мотохару) — медиум Сосэйсэки. Одинокий старик, потерявший много лет назад в аварии своего сына. Считает Сосэйсэки своим умершим сыном и называет её Кадзуки.
Сэйю: Икуо Нисикава
Мацу Сибасаки (яп. 柴崎 マツ Сибасаки Мацу) — жена старика. После аварии заснула и так и не проснулась, все время просто лежит. Кажется, что она умерла, но на самом деле она не хочет просыпаться, потому что во сне она с Кадзуки, и там нет ничего опасного, что могло бы их разлучить (там вообще ничего нет, кроме Кадзуки).
Сэйю: Ёсино Отори
Кадзуки Сибасаки (яп. 柴崎 一樹 Сибасаки Кадзуки) — погибший в аварии сын медиума Сосэйсэки. Появляется только в Н-поле, во сне своей матери и отца. Встретив там кукол, осознаёт, что это неправильно, и отпускает маму, и она, наконец, просыпается в реальности.
Сэйю: Мэгуми Мацумото
Мицу Кусабуэ или Мит-тян (яп. 草笛 みつ (みっちゃん) Кусабуэ Мицу (Миттян)) — медиум Канарии, профессиональный фотограф. Обожает всех Розен Мейден и хочет собрать их у себя. Канария пыталась привести кукол к Ми-тян силой, но сразу проиграла им. Тем не менее, они разрешили устроить фотосессию в доме Ми-тян, переодеваясь в одежду, которую она для них сделала.
Сэйю: Акико Кавасэ
Мэгу Какидзаки (яп. 柿崎 めぐ Какидзаки Мэгу) — медиум Суйгинто, неизлечимо больная девочка, которой врачи всю жизнь предрекали смерть. Она устала все это слушать и хочет умереть. Считает Суйгинто ангелом и думает, что она пришла забрать её.
Сэйю: Сихо Кавараги
Ямамото-кун (яп. 山本君 Ямамото-кун) — влюблённый в Нори парень, которому никак не удаётся признаться той в своих чувствах, поскольку постоянно попадает в неожиданные ситуации из-за кукол. В одном из эпизодов его сбивает своим чемоданом Сосэйсэки, а в другом Суйсэйсэки выливает на него ведро воды.
Сэйю: Дзюндзи Мадзима
Детектив Кун-Кун (яп. くんくん探偵) — кукла-собака, герой одноимённого телевизионного сериала. Смотрят сериал все куклы, живущие у Дзюна, но особым его фанатом является Синку. Дзюн находит забавным то, что куклы смотрят кукольное шоу.
Сэйю: Кёсэй Цукуй

### Персонажи, присутствовавшие только в манге
Ториуми Кайто (яп. 鳥海 皆人 Ториуми Кайто) — одноклассник Джуна из мира иллюзий, придуманного Киракисё. По сюжету является вымышленным отцом всех кукол Rozen Maiden в мире иллюзий Киракисё и представляется Дзюном Сакурадой, называя того своим именем.
Умэока (яп. 梅岡 Умэока)
Юна Кувата (яп. 桑田 由奈 Кувата Юна)
Кадзуха Юибиси (яп. 結菱 一葉 Юибиси Кадзуха)
Футаба Юибиси (яп. 結菱 二葉 Юибиси Футаба)
Коринне Фоссе (яп. コリンヌ・フォッセー Кориннэ Фоссэ:) — француженка, бывшая хозяйка Хинаитиго.
Одри Фоссе — внучка Коринне Фоссе, стала жертвой Киракисё, которая с её помощью отыскала Хинаитиго.

## Манга

### Отличия рисунка манги и аниме
- Основное отличие — разный рисунок внешнего вида кукол.
- В манге платье Суйгинто не тёмно-синее, а чёрное. Повязка на голове куклы украшена не розой, как в аниме, а белыми кружевами. И глаза Суйгинто не лиловые, а красные.
- Ленточка Суйсэйсэки в аниме не ажурная, а с узором из цветков с восьмью лепестками.

### Отличия манги от аниме в сюжете и персонажах
- Нори становится первым человеком, обнаружившим Синку в доме.
- Кольцо появляется на пальце Дзюна сразу после того, как он заводит Синку.
- Нори в манге слишком увлекается чтением литературы для воспитания подростков, и, благодаря своей рассеянности часто делает смущающие окружающих замечания.
- Кольцо в манге меняет форму, если медиум поддерживает более одной куклы.
- Ученика Розена, Эндзю, и его творения, куклы Барасуйсё в манге нет, зато появляется настоящая седьмая кукла Розена — Киракисё.
- Несовершенство Суйгинто в манге и аниме различается. Если в аниме она незаконченная кукла (у неё отсутствует сегмент живота), то в манге единственный недостаток Суйгинто в том, что крылья, которых больше нет ни у одной Розен Мейден, излишне нагружают спину, приводя к повреждениям.
- В манге Хинаитиго умерла не из-за потери сил вследствие сражения с Синку, а была убита и съедена седьмой куклой Розена — Киракисё.
- В манге Сосэйсэки служит старику, потерявшему своего брата-близнеца, а в аниме другому пожилому мужчине, потерявшему в аварии своего сына.

## Аниме

### «Rozen Maiden»
Первый сезон, в основном концентрируется на психологических проблемах Дзюна, избавлении его от синдрома хикикомори. Зритель знакомится с основными персонажами, включая Синку, Хинаитиго, Суйсэйсэки, Сосэйсэки. Роль основного врага главных героев в этом сезоне играет Суйгинто, решившая уничтожить Синку. Аниме заканчивается победой Синку и Дзюна над Суйгинто (она погибает, но Синку не отнимает у неё Мистическую Розу) и над своими страхами.

### «Rozen Maiden ~Träumend~»
Во втором сезоне Дзюн играет в значительной мере вспомогательную роль. В сюжет вводится новая Розен Мейден — Канария, кроме этого появляется Барасуйсё и воскрешённая Розеном Суйгинто. Основной линией сюжета является попытка ученика Розена, Эндзю, с помощью демона Лапласа, обмануть кукол выдав своё творение, Барасуйсё, за седьмую Розен Мейден — Киракисё, и начать с её помощью фальшивую Игру Алисы. На фоне этих событий Синку понимает порочность сражений со своими сёстрами во имя создания Алисы. В финале Барасуйсё, убившей Синку и победившей в Игре Алисы, не удаётся выдержать силу всех захваченных Мистических Роз и она погибает. Розен воскрешает кукол и возвращает им их Мистические Розы, но только тех, кого убила Барасуйсё, а Сосэйсэки (убитая Суйгинто) и Хинаитиго (побеждённая Синку), остались мертвы: Игра Алисы для них была разыграна. Их Мистические Розы достались демону Лапласу. Синку узнаёт от Розена, что Алису можно создать и другим способом, а не только сражаясь в Игре Алисы.

### «Rozen Maiden ~Ouvertüre~»
Двухсерийный OVA-сериал рассказывает историю Суйгинто и объясняет причину их с Синку взаимной ненависти. Ожившая недоделанная кукла созданная Розеном, не имея Мистическую Розу, всё-таки смогла попасть в Н-поле, где провела много лет в поисках своего создателя, которого обожала несмотря ни на что. Случайно попав в дом, в котором жила Синку, она рассказала ей свою историю, заявив что является первой из Розен Мейден. Синку, чувствуя что в Суйгинто нет Мистической Розы, прониклась к ней жалостью. Она стала учить Суйгинто ходить, надеясь что сможет оставить её у девочки, которая была в тот момент медиумом Синку. Однако в бою между Синку и Сосэйсэки, Суйгинто была убита и перед смертью Синку была вынуждена рассказать ей правду. Розен оживил Суйгинто и дал ей Мистическую Розу. Напав на Синку, Суйгинто ломает её любимую брошь с выгравированным профилем Розена, но начавшийся бой останавливает демон Лапласа.

### «Rozen Maiden ~Zurückspulen~» (2013),
ТВ-сериал шёл с июля по сентябрь 2013 года. Он являлся экранизацией манги «Rozen Maiden Tales» и частично оригинальной манги «Rozen Maiden». Режиссёром сериала стал Омата Синъити. Сюжет сериала повествует о жизни в мире, где механизм не был заведён и Розен Мейден не существует. Так как течение времени в двух мирах отличается, перед зрителями предстаёт уже повзрослевший Дзюн, который лишь частично смог побороть свои проблемы и не видит перспектив в своей жизни. Тем временем в мире с заведённым механизмом Киракисё нападает на других Розен Мейден, Дзюн и Канария застревают в N-поле спасаясь от неё, а Синку попадает к Киракисё в плен, откуда сбегает в другой мир и попадает к взрослому Дзюну. Дальнейшие события сериала рассказывают о том, как появление Синку повлияло на жизнь Дзюна.

## Игры
По серии Rozen Maiden официально было выпущено 3 игры для приставок Sony. Первые две игры выходили для PlayStation 2, последняя доступна для PlayStation 3 и PlayStation Vita.
- «Rozen Maiden: Duellwalzer» (2006) — визуальная новелла.
- «Rozen Maiden: Gebetgarten» (2007) — файтинг.
- «Rozen Maiden: Wechseln Sie Welt ab» (2014) — визуальная новелла, сюжет которой дополняет историю сериала 2013 года.

Так же для ПК была выпущена неофициальная игра Rozen Maiden ALiBAT: Record of Rozen War, являющаяся трёхмерным файтингом с видом сверху, так же в игре присутствует онлайн-режим.

## Музыка
В открывающих композициях всех сезонов аниме Rozen Maiden используются песни группы Ali Project, в закрывающих — группы Kukui (в первом сезоне проект назван Refio + Shimotsuki Haruka, но это те же исполнители).
| Какой сезон                   | Исполнитель                     | Название песни              |
| ----------------------------- | ------------------------------- | --------------------------- |
| Rozen Maiden 1 Сезон OP.      | Ali Project                     | Kinjirareta Asobi           |
| Rozen Maiden 1 Сезон end      | Refio + Shimotsuki Haruka       | Toumei Shelter              |
| Rozen Maiden 2 Сезон op.      | Ali Project                     | Seishoujo Ryouiki           |
| Rozen Maiden 2 Сезон end      | kukui (Shimotsuki Haruka + miu) | Hikari no Rasenritsu        |
| Rozen Maiden Ouverture OP     | Ali Project                     | Baragoku Otome              |
| Rozen Maiden Ouverture END    | kukui (Shimotsuki Haruka + miu) | Utsusemi no Kage            |
| Rozen Maiden Zuruckspulen OP  | Ali Project, Takarano Arika     | Watashi no Bara o Haminasai |
| Rozen Maiden Zuruckspulen END | Annabel                         | Alternative                 |